# Ficus tepuiensis
Ficus tepuiensis là một loài thực vật có hoa trong họ Moraceae. Loài này được C.C.Berg & Simonis mô tả khoa học đầu tiên năm 1981.